# Hermann Volkhardt
Hermann Volkhardt (* 19. April 1851 in Amorbach; † 24. Dezember 1909 in München) war ein deutscher Zuckerbäcker und Hotelier.

## Biografie
Sein Vater Gottlob Volkhardt war Buchdrucker und Zeitungsverleger, und sein Sohn Hermann sollte ursprünglich eine Lehre als Drucker machen, um die Familientradition fortzusetzen. Hermann Volkhardt entwickelte jedoch eine Vorliebe für Süßwaren, die entscheidend für seine Berufswahl war.
Mit 14 Jahren begann er eine Ausbildung als Zuckerbäcker im Amorbacher Café Stang, die er im Alter von 16 Jahren abbrach und als Ausbildung zum Zuckerbäcker und Konditor in Hamburg fortsetzte. Danach bildete er sich in Wien weiter. Zeitweise war er auch Lehrling in der Nürnberger Lebkuchenfabrik Haeberlein-Metzger.
Später wechselte Volkhardt nach München. Dort wurde er Geschäftsführer einer Konditorei nahe der Theatinerkirche. Später eröffnete er ein Café nahe dem Stachus. 1875 übernahm er das Café Royal. Einige Jahre darauf übernahm er das Hotel Fürstenhof in München und ließ es mit elektrischer Beleuchtung ausstatten. Nach dem frühen Tod seiner Frau veräußerte Volkhardt sein Hotel und lebte für rund ein Jahr als Privatier. Volkhardt erwarb 1897 für 2,85 Millionen Goldmark den Bayerischen Hof in der Münchner Altstadt. Er ließ das Gebäude zu einem Grand Hotel umgestalten und leitete seine Entwicklung zum größten Hotel Europas ein.

Er war auch Eigentümer des Regina-Palast-Hotels am Maximiliansplatz 5 und des Café Prinzeß in München sowie des Hotels Axelmannstein in Bad Reichenhall.

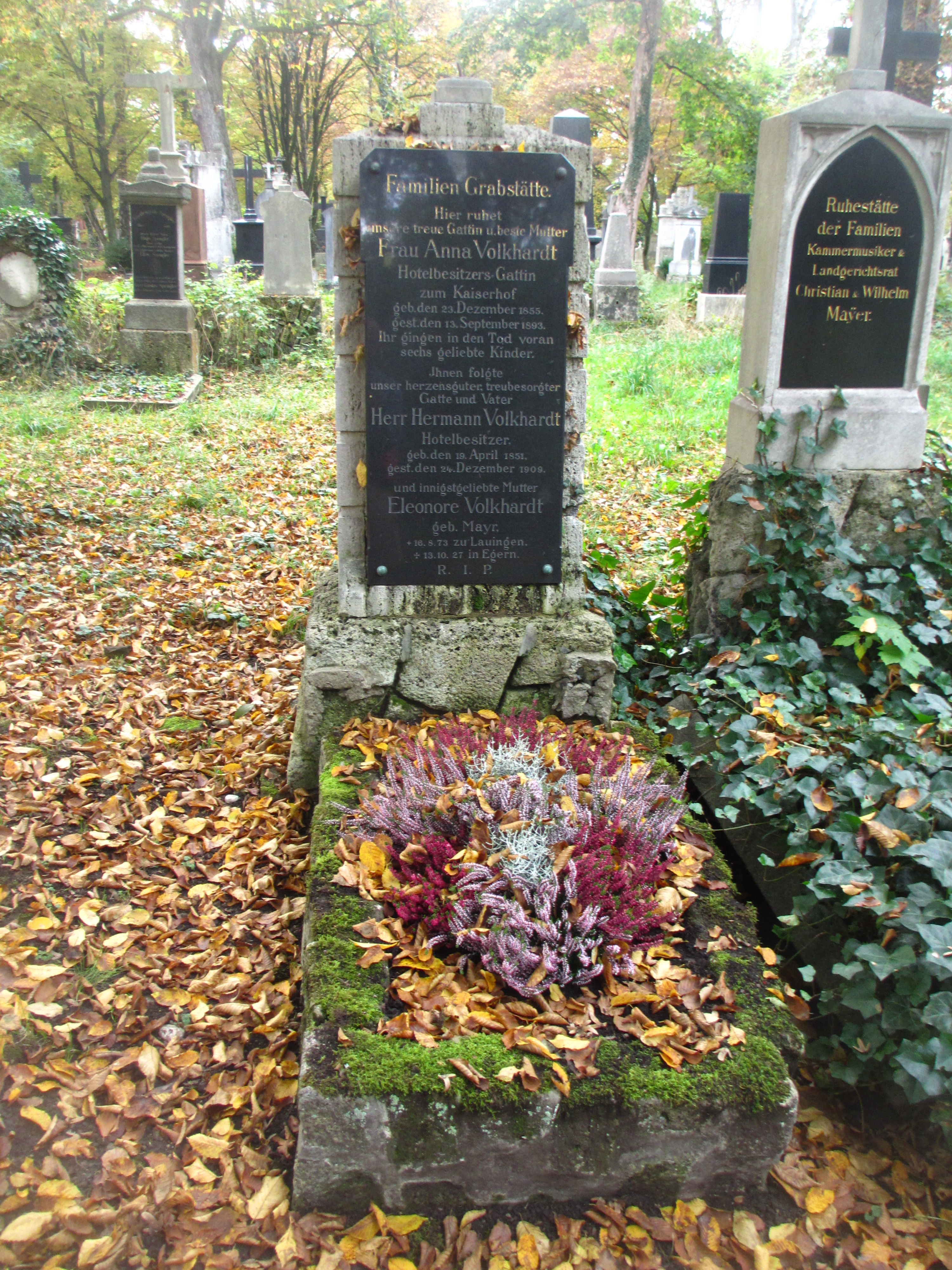
Grab von Hermann Volkhardt auf dem Alten Südlichen Friedhof in München

Hermann Volkhardt war ein Anhänger der Lehre Sebastian Kneipps und des Turnens und liebte darum Bewegung an der frischen Luft und Barfußlaufen.
1909 starb Hermann Volkhardt im Alter von 58 Jahren an einem Schlaganfall. Seine Grabstätte befindet sich auf dem Alten Südlichen Friedhof in München (Gräberfeld 16 – Reihe 3 – Platz 46) Standort.

## Familie
Volkhardt hatte drei Söhne, die er zu je einem Drittel an der hauseigenen Weingroßhandlung Gebrüder Volkhardt des Bayerischen Hofes beteiligte. Nach seinem Ableben führten sein gleichnamiger Sohn Dr. Hermann Volkhardt, sein Enkel Falk Volkhardt und dessen Tochter Innegrit Volkhardt die Geschäfte des Bayerischen Hofes weiter. Sein Sohn Ernst leitete das Regina-Palast-Hotel weiter und Wilhelm übernahm die Weingroßhandlung.